# Cordylepherus viridis
Cordylepherus viridis är en skalbaggsart som först beskrevs av Fabricius 1787.  Cordylepherus viridis ingår i släktet Cordylepherus, och familjen Malachiidae. Arten är reproducerande i Sverige.